# 1939–1940-es magyar gyeplabdabajnokság
Az 1939–1940-es magyar gyeplabdabajnokság a tizenkettedik gyeplabdabajnokság volt. A bajnokságban hét csapat indult el, a csapatok két kört játszottak.
A Hungária HC új neve Philips Hungária SE lett.
Az FTC-PhHSE meccset nem játszották le, pedig az megváltoztathatta volna a végeredményt (nagyarányú győzelme esetén az FTC második, míg bármilyen arányú győzelme esetén a PhHSE negyedik lehetett volna).
A bajnokság után a csapatok ősszel az Erdélyi kupáért játszottak (végeredmény: 1. BBTE 10, 2. MHC 8, 3. FTC 5, 4. MAC 4, 5. AHC 3, 6. PhHSE 0 pont), majd a következő évtől áttértek a tavaszi-őszi rendszerre.

## Tabella
| #  | Csapat              | M  | Gy | D | V  | G+ | G- | P  |
| -- | ------------------- | -- | -- | - | -- | -- | -- | -- |
| 1. | BBTE                | 12 | 11 | 1 | 0  | 40 | 6  | 23 |
| 2. | Magyar HC           | 12 | 7  | 1 | 4  | 20 | 13 | 15 |
| 3. | Ferencvárosi TC     | 11 | 5  | 3 | 3  | 12 | 11 | 13 |
| 4. | Amateur HC          | 12 | 3  | 5 | 4  | 14 | 15 | 11 |
| 5. | Philips Hungária SE | 11 | 4  | 2 | 5  | 8  | 12 | 10 |
| 6. | MAC                 | 12 | 2  | 3 | 7  | 8  | 18 | 7  |
| 7. | Széchenyi HC        | 12 | 1  | 1 | 10 | 2  | 29 | 3  |

* M: Mérkőzés Gy: Győzelem D: Döntetlen V: Vereség G+: Ütött gól G-: Kapott gól P: Pont